# Eleocharis dulcis
Eleocharis dulcis é uma espécie de plantas com flor pertencente ao género Eleocharis da família Cyperaceae, com habitat em pântanos e zonas húmidas do leste da Eurásia. A espécie é cultivada em algumas regiões pelos seus cormo conhecidos como castanhas-de-água, ricos em amidos, consumidos em natureza ou usados para produzir farinhas.

## Características
Os cormos da planta são as castanhas-de-água, com uma polpa blanca, estaladiça, que se pode consumir crua, ligeiramente fervida ou em purés e bolos. Esta planta tem origem na China, onde é cultivada em arrozais inundados. Tem se comercializa com o nome de potoc das Filipinas.
Esta planta não deve ser confundida com a espécie Trapa natans, a qual igualmente se denomina «castanha-de-agua».